# Коронель-Росалес (муниципалитет)
Муниципалитет Коронель-Росалес  (исп. Partido de Coronel Rosales) — муниципалитет в Аргентине в составе провинции Буэнос-Айрес.
Территория — 1312 км². Население — 62 152 человек. Плотность населения — 47,41 чел./км².
Административный центр — Пунта-Альта.

## История
Муниципалитет был образован в 1945 году. Он назван в честь Леонардо Росалеса — героя аргентино-бразильской войны.

## География
Муниципалитет расположен на юго-западе провинции Буэнос-Айрес.
Муниципалитет граничит:
- на северо-западе — c муниципалитетом Баия-Бланка
- на севере — с муниципалитетом Коронель-Принглес
- на северо-востоке — с муниципалитетом Коронель-Доррего
- на востоке — с муниципалитетом Монте-Эрмосо
- на юге — с Атлантическим океаном

## Важнейшие населённые пункты[2]
| № | Населённый пункт     | Населённый пункт (исп.)    | Категория | Население чел. (2010) | На карте                        |
| - | -------------------- | -------------------------- | --------- | --------------------- | ------------------------------- |
| 1 | Пунта-Альта          | Punta Alta                 | город     | 58315                 | 38°52′48″ ю. ш. 62°04′23″ з. д. |
| 2 | Вилья-Хенераль-Арьяс | Villa General Arias        | посёлок   | 1845                  | 38°48′38″ ю. ш. 62°06′05″ з. д. |
| 3 | Бальнеарио-Пеуэн-Ко  | Balneario Pehuen-Có        | посёлок   | 681                   | 38°59′59″ ю. ш. 61°33′17″ з. д. |
| 4 | Паго-Чико            | Pago Chico (Villa del Mar) | посёлок   | 327                   | 38°51′11″ ю. ш. 62°07′00″ з. д. |
| 5 | Бахо-Ондо            | Bajo Hondo                 | посёлок   | 164                   | 38°45′54″ ю. ш. 61°55′08″ з. д. |